# Cerithidea decollata
Cerithidea decollata is een slakkensoort uit de familie Potamididae. De wetenschappelijke naam werd in 1767 gepubliceerd door Carl Linnaeus.

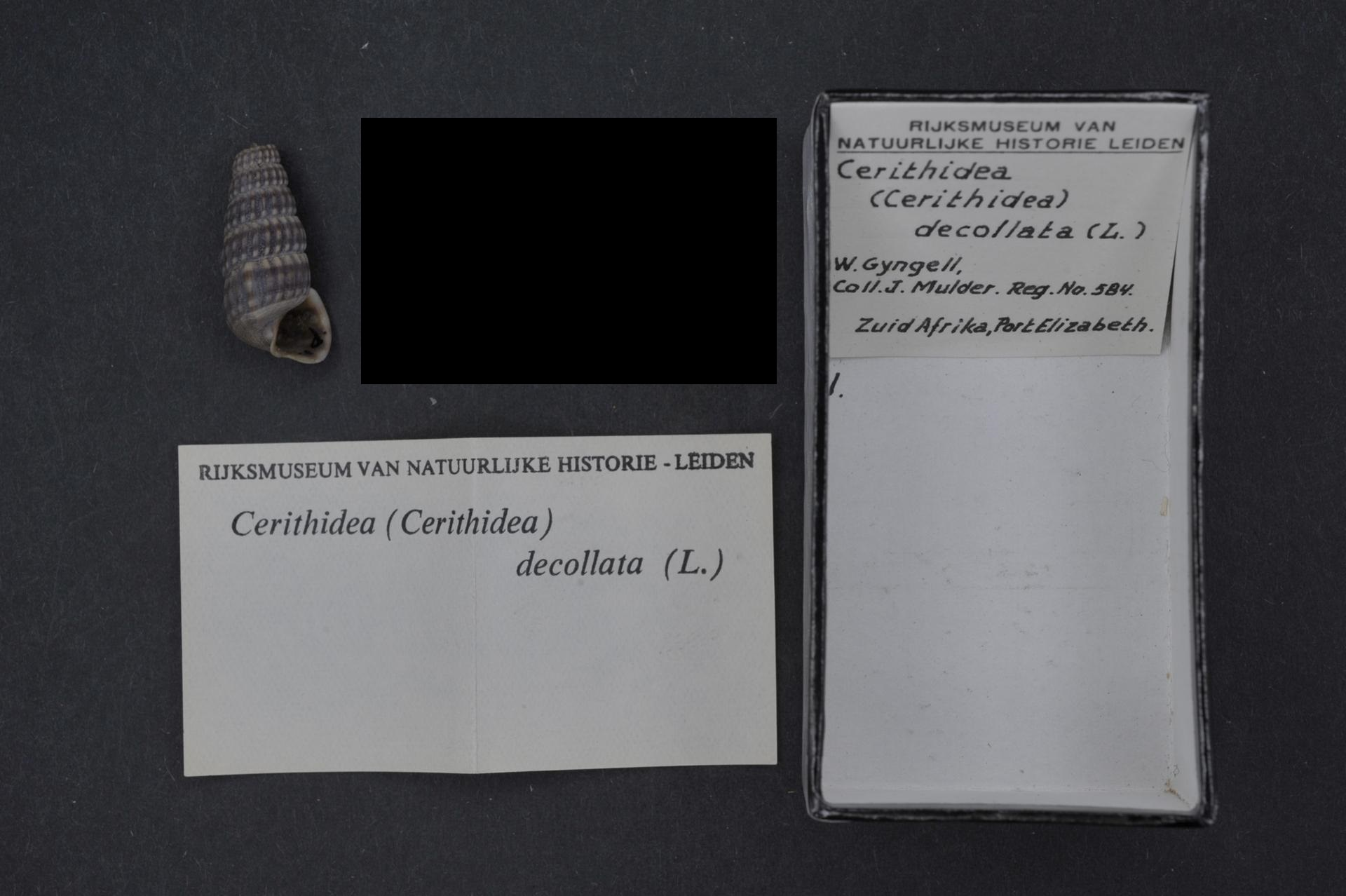
Museumspecimen van Naturalis